# Fútbol en Uruguay

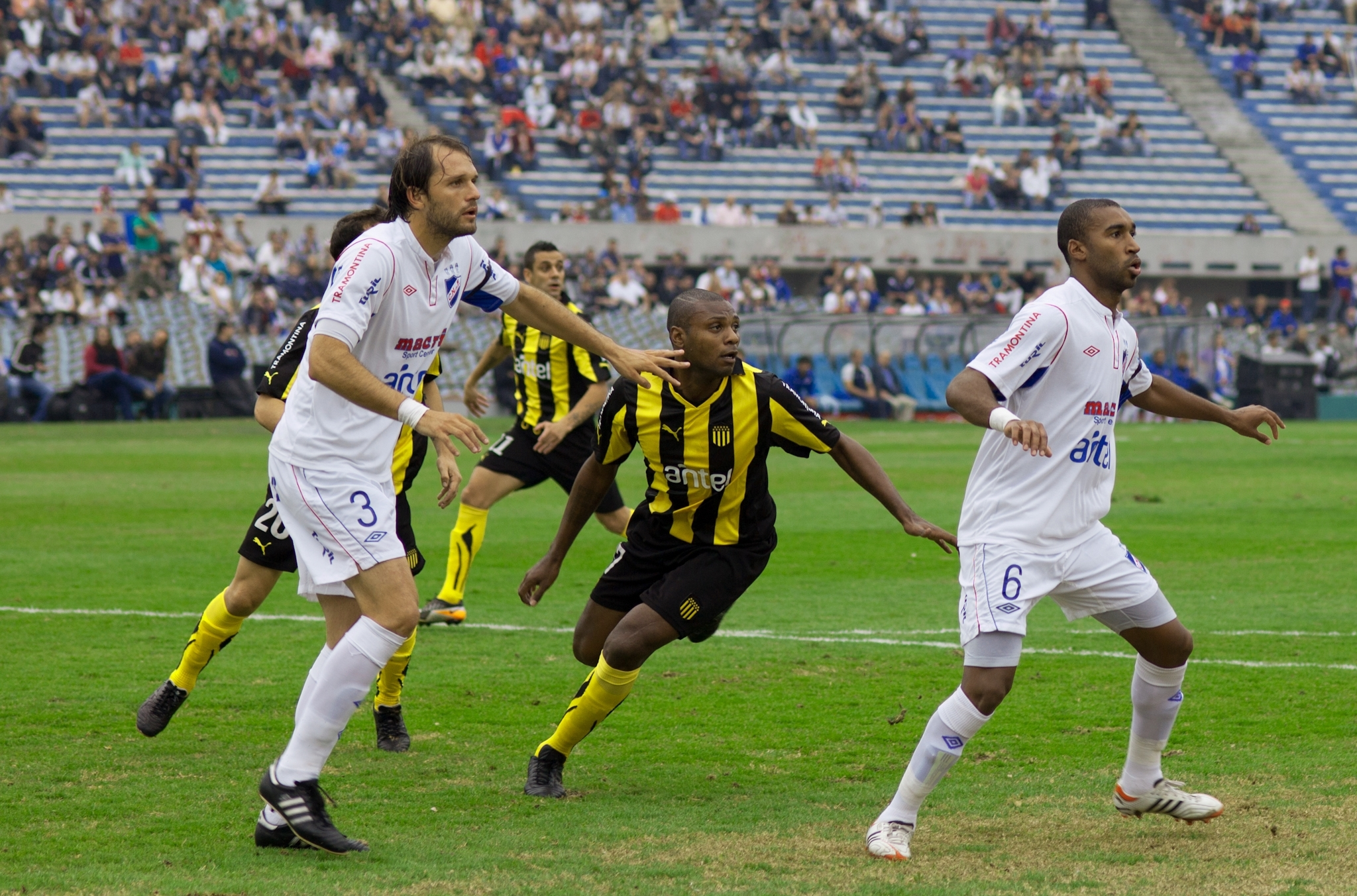
Los partidos entre Nacional y Peñarol son los principales del Campeonato Uruguayo.

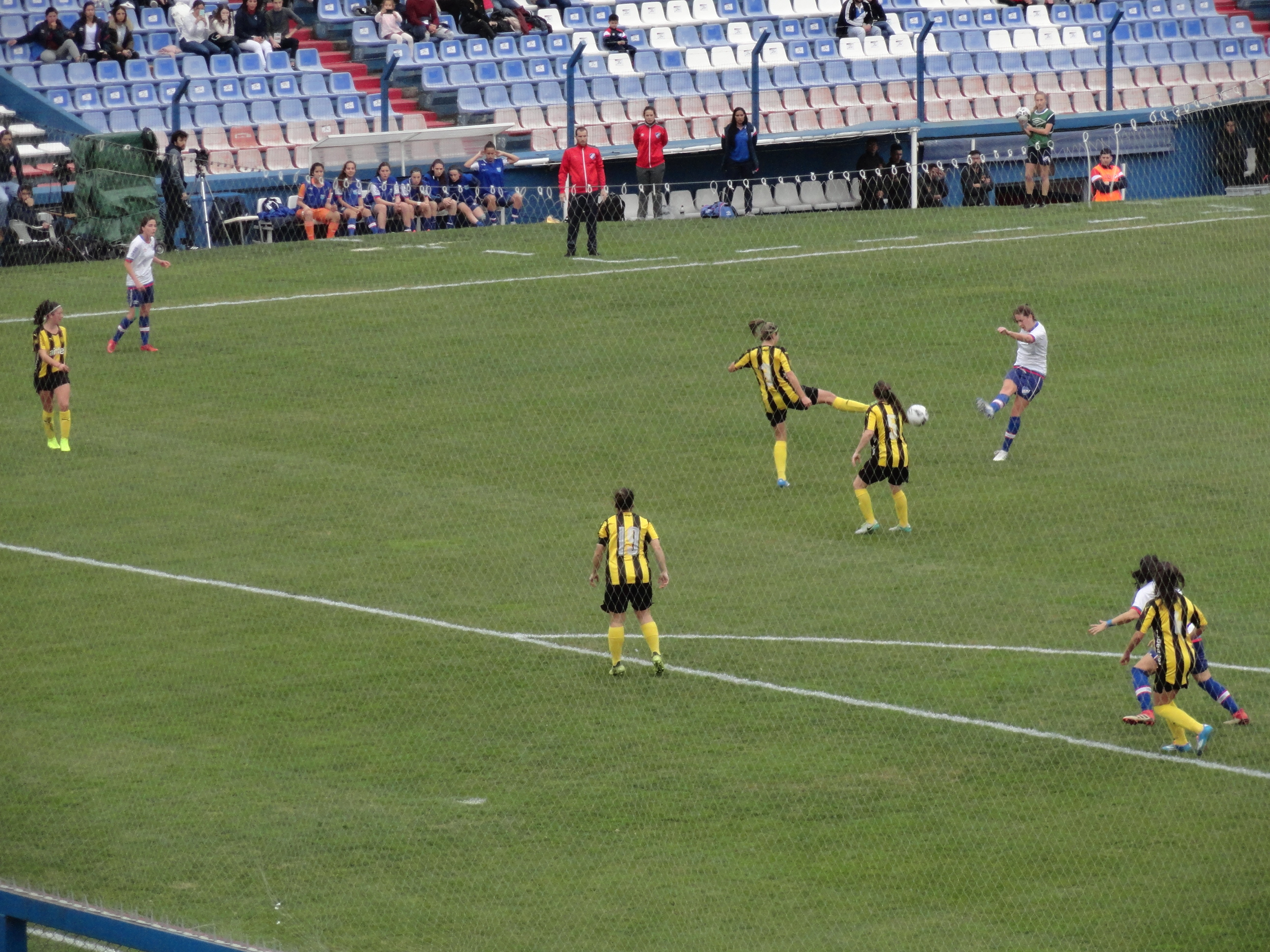
La relevancia se extiende tanto el ámbito masculino como femenino.

El fútbol en Uruguay es por amplio margen el deporte más popular en ese país. Uruguay es reconocido como un «país futbolizado» porque forma parte de su identidad nacional. Es practicado tanto a nivel profesional como aficionado, desde niños (baby fútbol) hasta veteranos.
Actualmente el fútbol uruguayo de mayores está organizado por la Asociación Uruguaya de Fútbol (AUF), fundada el 30 de marzo de 1900, tanto en la rama masculina como femenina y cuenta con 70 clubes principalmente de Montevideo. Además, hay otros campeonatos en Uruguay que son organizados por otras asociaciones, de carácter aficionado, como la Organización del Fútbol del Interior (OFI) en el interior del país, la Liga Universitaria de Deportes, y la Organización Nacional de Fútbol Infantil (ONFI), que regula las categorías de baby fútbol. Entre fútbol y futsal hay 160 mil futbolistas, de los cuales el 6,5 por ciento son mujeres. El estilo de juego aplicado tradicionalmente por los futbolistas uruguayos es denominado «garra charrúa», enmarcado dentro del «fútbol sudamericano», de carácter individual improvisado.
La Selección de fútbol de Uruguay ha obtenido dos Campeonatos Mundiales en 1930 y 1950, las medallas de oro conseguidas en los Juegos Olímpicos de 1924 y en 1928  y quince ediciones de la Copa América; este profuso palmarés contrasta con la escasa población del país (3,5 millones de habitantes). Los dos grandes equipos, el Club Nacional de Football y el Club Atlético Peñarol, ganaron en total ocho ediciones de la Copa Libertadores y seis de la Copa Intercontinental. El Estadio Centenario que fue sede de la Copa Mundial de Fútbol de 1930 fue reconocido por la FIFA como Monumento Histórico del Fútbol Mundial.

## Historia

### Principios
El fútbol fue introducido por los inmigrantes de Inglaterra en los años 1880, más precisamente a la ciudad capital de Montevideo. El primer partido de balompié del cual se tiene conocimiento en Uruguay fue el disputado en 1881 entre los clubes Montevideo Rowing Club (fundado en 1874) y Montevideo Cricket Club (1861), ambas instituciones polideportivas. El primer equipo uruguayo dedicado principalmente a la práctica del fútbol fue el Albion Football Club, fundado el 1º de junio de 1891. A fines del siglo xix existían decenas de clubes de aficionados.  El 30 de marzo de 1900 se fundó la Uruguay Association Foot-ball League, actual Asociación Uruguaya de Fútbol, con el fin de organizar el fútbol en el país y sus campeonatos. Fue a iniciativa del dirigente de Albion Enrique Lichtenberger quien convocó solamente a tres instituciones más: Central Uruguay Railway Cricket Club, Uruguay Athletic y Deutscher Fussball Klub. Dicha asociación organizó el primer Campeonato Uruguayo de Fútbol ese mismo año, el cual fue obtenido por el equipo Central Uruguay Railway Cricket Club.

### SigloXXI
Durante el comienzo de los años 1990, y hasta finales de los años 2000, el fútbol uruguayo empezó a caer en caída libre, donde la selección mayor obtuvo solamente una copa América en 1995 y un subcampeonato en 1999.
La buena actuación de Nacional en la Copa Libertadores de 2009 (semifinales), de River Plate en la Copa Sudamericana 2009 (semifinales), de Peñarol en la Copa Libertadores de 2011 (final), Defensor Sporting en la Copa Libertadores 2014 (semifinales) y Peñarol en la Copa Sudamericana 2021 (semifinales) parece insinuar un repunte del balompié uruguayo a nivel de clubes.
Asimismo, la obtención por parte de la Selección Uruguaya de Fútbol del cuarto puesto en la Copa Mundial de Fútbol Sudáfrica 2010, el título de campeón en la Copa América Argentina 2011, el subcampeonato en la Copa Mundial de Fútbol Sub-17 México 2011 y el subcampeonato en la Copa Mundial de Fútbol Sub-20 Turquía 2013 indican una clara mejoría del fútbol uruguayo.
En 2023 la selección sub-20 obtuvo el campeonato del mundo, derrotando en la final a Italia.

### Actualidad
El torneo más importante es el Campeonato Uruguayo de Fútbol de Primera División, el cual clasifica equipos para participar en la Copa Libertadores de América y la Copa Sudamericana. Dicho torneo es jugado por equipos de la ciudad de Montevideo y algunos de otras ciudades, como por ejemplo Tacuarembó, Las Piedras, Rocha, Melo, Colonia,  Maldonado y San Carlos.
Por su parte el torneo más importante del interior del país a nivel de clubes es la Copa El País, y a nivel de selecciones es la Copa Nacional de Selecciones. Estos torneos son de nivel amateur.
A lo largo de la historia no ha existido en el Uruguay un torneo verdaderamente uruguayo, en el cual participen equipos de todo el país, a pesar de los esfuerzos de integración por parte de AUF y OFI. La escasa población de las ciudades del interior ha dificultado la formación de equipos competitivos en comparación con los montevideanos.

### Surgimiento del Campeonato Uruguayo de Fútbol Femenino
El Campeonato Uruguayo de Fútbol Femenino es el torneo nacional de mayor relevancia correspondiente a la rama femenina del fútbol uruguayo, y es organizado por la Asociación Uruguaya de Fútbol desde 1997, a partir de una solicitud de FIFA. Hasta la temporada 2013, se han disputado 17 torneos.

## Selección nacional

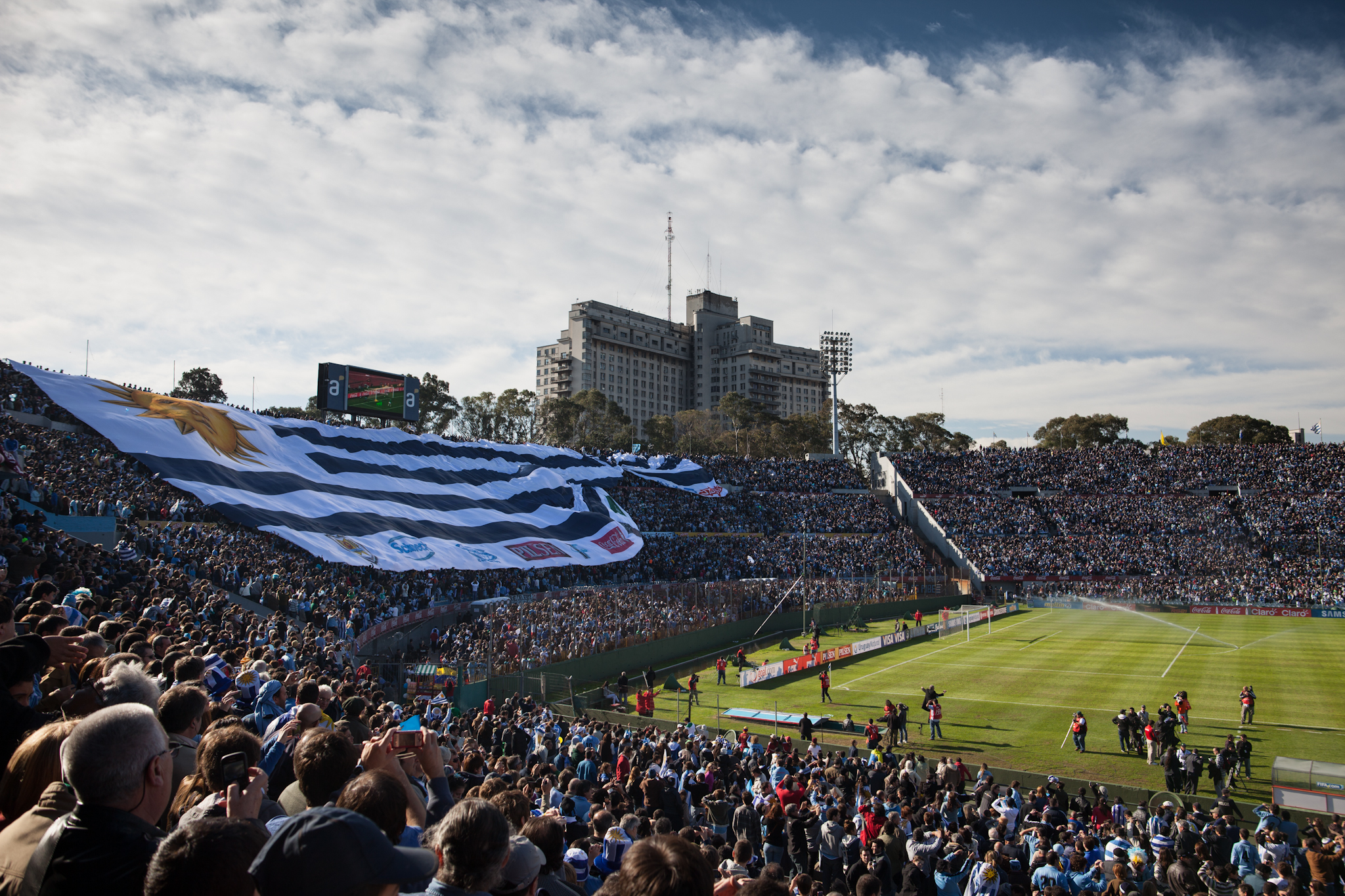
La Selección de fútbol de Uruguay, oficiando como local en el estadio Centenario.

El 16 de mayo de 1901 en Montevideo, la Selección de fútbol de Uruguay jugó su primer partido frente a su par argentino, resultando perdedor por 3 goles a 2. Este partido fue el primero a nivel de selecciones fuera del Reino Unido.
El 13 de setiembre de 1903 la Selección Uruguaya de Fútbol logró su primer triunfo internacional derrotando, de visita, al Seleccionado Argentino por 2 a 3. Los goles uruguayos fueron convertidos por Carlos Céspedes en 2 oportunidades (0-1 y 2-3) y Bolívar Céspedes (0-2). Jorge Brown descontó y empató transitoriamente (1-2 y 2-2) para el conjunto argentino. El partido se disputó en el campo de la Sociedad Hípica Argentina.
Cabe destacar que por desavenencias en el seno de la Asociación Uruguaya de Fútbol el equipo uruguayo fue representado en su totalidad por el plantel del Club Nacional de Football.
En 1916 se consagró campeón del Primer Campeonato Sudamericano de Selecciones (actual Copa América) en forma invicta. Por entonces, la selección uruguaya era la única del mundo en la que jugaban jugadores negros, Isabelino Gradín y Juan Delgado, siendo el primero el goleador del certamen; el hecho motivó que Chile, vencido en la final, solicitara la anulación del partido debido a la inclusión de los dos jugadores de piel negra. Desde 2011, Uruguay se mantiene como la selección con más títulos (15) de este torneo junto con Argentina que tiene la misma cantidad.
En 1924 obtuvo la medalla dorada en los Juegos Olímpicos, impresionando a los equipos europeos por su nivel de juego. La proeza se repetiría cuatro años más tarde en los Juegos Olímpicos de 1928.
Ante estos logros, la FIFA le otorgó la organización del primer Campeonato Mundial de Fútbol, el cual también lo tuvo como campeón.
En el año 1930 Uruguay logró su primer título mundial en forma oficial, ganando por 4 a 2 la final contra Argentina en el Estadio Centenario.
En 1950 logró la Copa Mundial de Fútbol de ese año, venciendo heroicamente a Brasil en el episodio llamado Maracanazo, el cual es considerado hasta el día de hoy como la más grande proeza del fútbol mundial.
El último torneo a nivel mundial de la selección fue la Copa de Oro de Campeones Mundiales de 1980/1981, venciendo en la final al combinado brasilero.

## Estilo

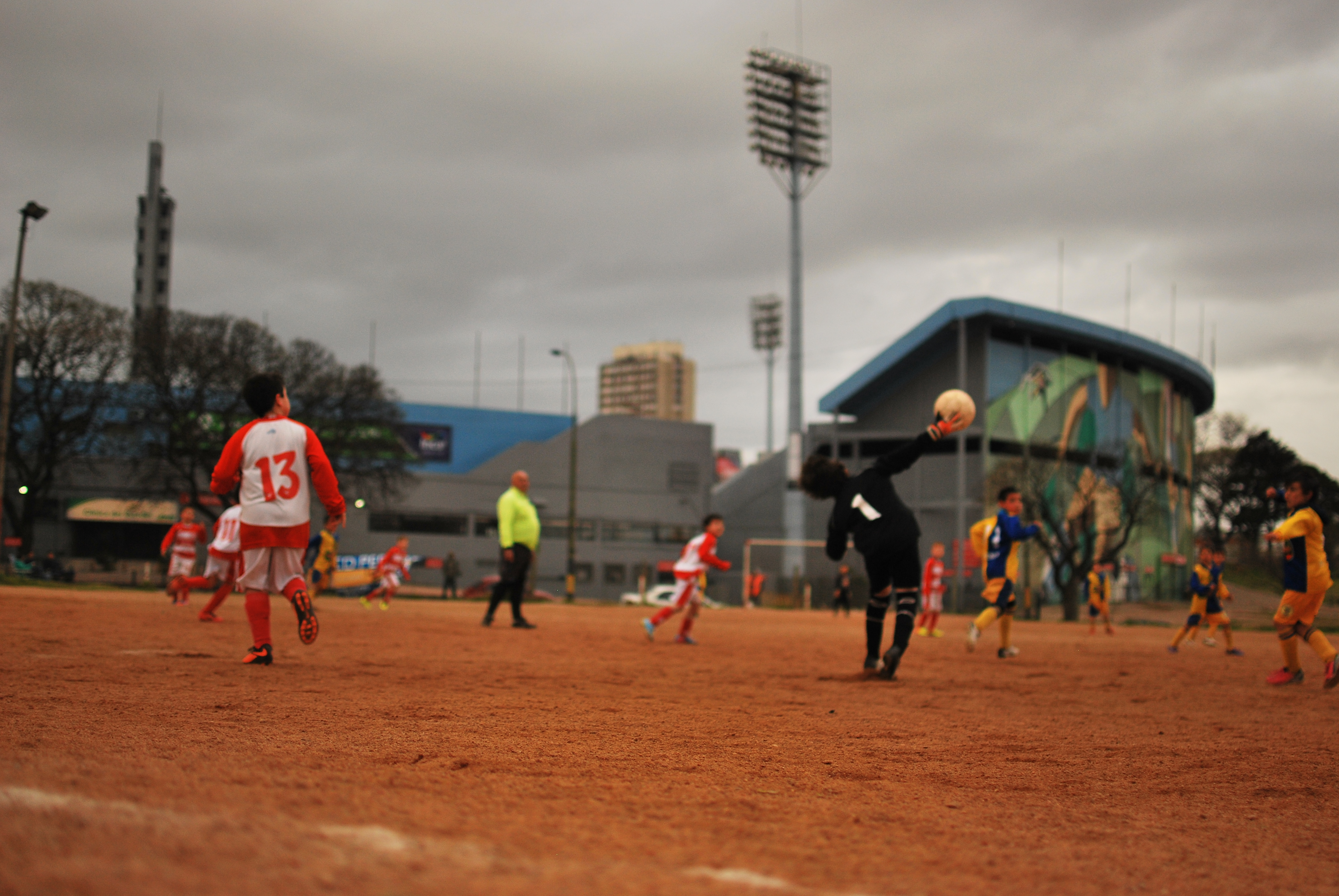
Imagen de una de las tantas canchas abiertas que hay en Montevideo, popularmente denominadas como cancha de barro. A su espalda se asoma el Estadio Centenario.

El estilo habitual del balompedista uruguayo está incluido dentro de lo que se denomina «fútbol sudamericano» (Argentina, Bolivia, Brasil, Chile, Colombia, Ecuador, Perú, Paraguay, Uruguay y Venezuela).
Tradicionalmente, en el Río de la Plata el fútbol se aprendió y desarrolló popularmente en espacios o parques libres, sin ninguna supervisión institucional ni preparación para su práctica. Estas circunstancias permitieron el amplio desarrollo de un estilo especial, conocido como «fútbol de potrero», poco regulado, muchas veces masivo, sin entrenadores, capitanes ni padres.
Incluye una variedad de juegos de fútbol, desde partidos más o menos formales, hasta partidos informales multitudinarios como «el picado», o juegos como el «mete-gol-entra», el «centro-gol», el «cañito-la liga», el «fútbol-tenis», el «richard», etc. Esas condiciones promovieron un juego basado fundamentalmente en la improvisación y la habilidad individual en el manejo de la pelota, el llamado «arte de la gambeta» (dribbling), y el pase corto, así como un juego defensivo más físico y violento, con recurso sistemático a la vieja ley del football premoderno británico, el hacking o zancadilla, conocido en el Río de la Plata como «hacha». y se caracteriza también por una mínima coordinación colectiva y una menor utilización del tiro de larga distancia.
Desde la década de 1970, la multiplicación de las competencias con equipos europeos, así como la posibilidad masiva de observar otros estilos de fútbol gracias a la televisión y la internacionalización del mercado de jugadores, produjo una evolución en el estilo del balompié rioplatense (y, por lo tanto, Uruguayo), fusionando las características básicas del fútbol de potrero con muchos elementos que caracterizaban al fútbol europeo: juego colectivo y coordinado, planes estratégicos, pases de primera, «paredes», triangulación, mayor velocidad en el juego. El resultado fue la creación de un estilo más efectivo, que llevó a obtener gran cantidad de victorias internacionales y que suele ser referido de manera genérica como «fútbol sudamericano».

## Cultura
El fútbol en Uruguay es un estilo de vida. La gran mayoría de los uruguayos se ven identificados con un equipo de balompié, principalmente con uno de los grandes (Nacional o Peñarol). Asimismo, el país se paraliza cuando la selección nacional disputa partidos oficiales.
Los días domingo son por excelencia los días para la práctica de este deporte. A lo ancho y largo del país se disputan partidos de fútbol, los cuales son tema de discusión en las calles a lo largo de toda la semana.
El fútbol es una cultura en Uruguay, y su práctica se suele ver casi en cualquier punto del país, desde el Estadio Centenario, hasta en las calles de las áreas urbanas.

## Ligas de fútbol

### Fútbol masculino
Desde 1900 la Asociación Uruguaya de Fútbol es la encargada de organizar los torneos oficiales de balompié. La Primera y Segunda División, son categorías profesionales, mientras que la Primera División Amateur (Tercera División) y la Divisional D (Cuarta División) no lo son. La Primera División de Uruguay se disputa desde 1900, siendo una de las ligas más antiguas del mundo.
A nivel geográfico, se reparte los torneos con la Organización del Fútbol del Interior (OFI), quien realiza la Serie A y Serie B de la Copa Nacional de Clubes, torneo que disputa los mejores clubes del interior desde 1965. OFI cuenta con más de 145.000 futbolistas federados. Abarca 61 ligas locales, con al menos una liga por departamento. En 2000 comenzó a disputar la Copa Nacional de Fútbol Femenino, con formato equivalente a la masculina. Además, desde 1951 se realiza la Copa Nacional de Selecciones, en la que cada departamento participa con una o dos selecciones (capital e interior).
Actualizado hasta 2022.
|                        |                                 | Títulos de Liga - AUF | Títulos de Liga - AUF | Títulos de Liga - AUF | Títulos de Liga - AUF | Títulos de Liga - AUF | Títulos de Liga - AUF | Títulos de Liga - OFI |
| Equipo                 | Ciudad                          | Primera División      | Segunda División      | Tercera División      | Cuarta División       | Quinta División       | Sexta División        | Copa Nac. de Clubes   |
| Peñarol                | Montevideo (Montevideo)         | 54                    | -                     | -                     | -                     | -                     | -                     | -                     |
| Nacional               | Montevideo (Montevideo)         | 49                    | -                     | -                     | -                     | -                     | -                     | -                     |
| Danubio                | Montevideo (Montevideo)         | 4                     | 3                     | 1                     | 1                     | -                     | -                     | -                     |
| River Plate FC         | Montevideo (Montevideo)         | 4                     | 3                     | -                     | -                     | -                     | -                     | -                     |
| Defensor Sporting      | Montevideo (Montevideo)         | 4                     | 2                     | -                     | -                     | -                     | -                     | -                     |
| Montevideo Wanderers   | Montevideo (Montevideo)         | 3                     | 4                     | -                     | -                     | -                     | -                     | -                     |
| Bella Vista            | Montevideo (Montevideo)         | 1                     | 6                     | 3                     | -                     | -                     | -                     | -                     |
| Rampla Juniors         | Montevideo (Montevideo)         | 1                     | 6                     | -                     | -                     | -                     | -                     | -                     |
| Progreso               | Montevideo (Montevideo)         | 1                     | 5                     | 4                     | -                     | -                     | -                     | -                     |
| Central Español        | Montevideo (Montevideo)         | 1                     | 4                     | -                     | -                     | -                     | -                     | -                     |
| Liverpool              | Montevideo (Montevideo)         | 1                     | 6                     | 1                     | -                     | -                     | -                     | -                     |
| Racing                 | Montevideo (Montevideo)         | -                     | 8                     | -                     | -                     | -                     | -                     | -                     |
| Sud América            | Montevideo (Montevideo)         | -                     | 8                     | -                     | -                     | -                     | -                     | -                     |
| Fénix                  | Montevideo (Montevideo)         | -                     | 7                     | 4                     | -                     | -                     | -                     | -                     |
| Colón                  | Montevideo (Montevideo)         | -                     | 6                     | 4                     | -                     | -                     | -                     | -                     |
| River Plate            | Montevideo (Montevideo)         | -                     | 6                     | -                     | -                     | -                     | -                     | -                     |
| Miramar Misiones       | Montevideo (Montevideo)         | -                     | 5                     | 4                     | 1                     | -                     | -                     | -                     |
| El Tanque Sisley       | Montevideo (Montevideo)         | -                     | 4                     | 2                     | 2                     | 1                     | -                     | -                     |
| Rentistas              | Montevideo (Montevideo)         | -                     | 4                     | 1                     | 3                     | 1                     | -                     | -                     |
| Cerro                  | Montevideo (Montevideo)         | -                     | 4                     | -                     | -                     | -                     | -                     | -                     |
| Cerrito                | Montevideo (Montevideo)         | -                     | 2                     | 5                     | 1                     | -                     | -                     | -                     |
| Huracán Buceo          | Montevideo (Montevideo)         | -                     | 2                     | 2                     | 1                     | 1                     | -                     | -                     |
| Montevideo City Torque | Montevideo (Montevideo)         | -                     | 2                     | 1                     | -                     | -                     | -                     | -                     |
| Bristol                | Montevideo (Montevideo)         | -                     | 2                     | -                     | -                     | -                     | -                     | -                     |
| Villa Española         | Montevideo (Montevideo)         | -                     | 1                     | 5                     | 1                     | -                     | -                     | -                     |
| Basáñez                | Montevideo (Montevideo)         | -                     | 1                     | 1                     | 2                     | -                     | -                     | -                     |
| Independencia          | Montevideo (Montevideo)         | -                     | 1                     | 1                     | -                     | -                     | -                     | -                     |
| Charley                | Montevideo (Montevideo)         | -                     | 1                     | 1                     | -                     | -                     | -                     | -                     |
| Belgrano               | Montevideo (Montevideo)         | -                     | 1                     | 1                     | -                     | -                     | -                     | -                     |
| Lito                   | Montevideo (Montevideo)         | -                     | 1                     | 1                     | -                     | -                     | -                     | -                     |
| Capurro                | Montevideo (Montevideo)         | -                     | 1                     | 1                     | -                     | -                     | -                     | -                     |
| Maroñas                | Montevideo (Montevideo)         | -                     | 1                     | 1                     | -                     | -                     | -                     | -                     |
| San Carlos             | Montevideo (Montevideo)         | -                     | 1                     | 1                     | -                     | -                     | -                     | -                     |
| Juventud               | Las Piedras (Canelones)         | -                     | 1                     | 1                     | -                     | -                     | -                     | -                     |
| Libertad               | Montevideo (Montevideo)         | -                     | 1                     | -                     | -                     | -                     | -                     | -                     |
| Universal              | Montevideo (Montevideo)         | -                     | 1                     | -                     | -                     | -                     | -                     | -                     |
| Reformers              | Montevideo (Montevideo)         | -                     | 1                     | -                     | -                     | -                     | -                     | -                     |
| Dublin                 | Montevideo (Montevideo)         | -                     | 1                     | -                     | -                     | -                     | -                     | -                     |
| Wilson                 | Montevideo (Montevideo)         | -                     | 1                     | -                     | -                     | -                     | -                     | -                     |
| Montevideo Olimpia     | Montevideo (Montevideo)         | -                     | 1                     | -                     | -                     | -                     | -                     | -                     |
| Tacuarembó             | Tacuarembó (Tacuarembó)         | -                     | 1                     | -                     | -                     | -                     | -                     | -                     |
| Cerro Largo            | Melo (Cerro Largo               | -                     | 1                     | -                     | -                     | -                     | -                     | -                     |
| Albion                 | Montevideo (Montevideo)         | -                     | 1                     | 1                     | -                     | -                     | -                     | -                     |
| Uruguay Montevideo     | Montevideo (Montevideo)         | -                     | -                     | 7                     | -                     | -                     | -                     | -                     |
| La Luz                 | Montevideo (Montevideo)         | -                     | -                     | 6                     | -                     | -                     | -                     | -                     |
| Platense               | Montevideo (Montevideo)         | -                     | -                     | 4                     | 2                     | -                     | -                     | -                     |
| Mar de Fondo           | Montevideo (Montevideo)         | -                     | -                     | 4                     | 1                     | -                     | -                     | -                     |
| Oriental               | La Paz (Canelones)              | -                     | -                     | 4                     | -                     | -                     | -                     | -                     |
| Artigas                | Montevideo (Montevideo)         | -                     | -                     | 3                     | 2                     | -                     | -                     | -                     |
| Huracán                | Montevideo (Montevideo)         | -                     | -                     | 3                     | 1                     | -                     | -                     | -                     |
| Villa Teresa           | Montevideo (Montevideo)         | -                     | -                     | 3                     | 1                     | -                     | -                     | -                     |
| Canillitas             | Montevideo (Montevideo)         | -                     | -                     | 2                     | 1                     | -                     | -                     | -                     |
| Salus                  | Montevideo (Montevideo)         | -                     | -                     | 2                     | 1                     | 1                     | -                     | -                     |
| Tiro Federal           | Montevideo (Montevideo)         | -                     | -                     | 2                     | -                     | -                     | -                     | -                     |
| Olivol                 | Montevideo (Montevideo)         | -                     | -                     | 2                     | -                     | -                     | -                     | -                     |
| Boston River           | Montevideo (Montevideo)         | -                     | -                     | 1                     | 1                     | 1                     | -                     | -                     |
| Alto Perú              | Montevideo (Montevideo)         | -                     | -                     | 1                     | 1                     | 1                     | -                     | -                     |
| Bahía                  | Montevideo (Montevideo)         | -                     | -                     | 1                     | 1                     | -                     | -                     | -                     |
| Oriental               | Montevideo (Montevideo)         | -                     | -                     | 1                     | 1                     | -                     | -                     | -                     |
| Sportivo Italiano      | Montevideo (Montevideo)         | -                     | -                     | 1                     | -                     | -                     | -                     | -                     |
| Worcester              | Montevideo (Montevideo)         | -                     | -                     | 1                     | -                     | -                     | -                     | -                     |
| Washington             | Montevideo (Montevideo)         | -                     | -                     | 1                     | -                     | -                     | -                     | -                     |
| Deportivo Juventud     | Montevideo (Montevideo)         | -                     | -                     | 1                     | -                     | -                     | -                     | -                     |
| Bolton Wanderers       | Montevideo (Montevideo)         | -                     | -                     | 1                     | -                     | -                     | -                     | -                     |
| Rosarino Central       | Montevideo (Montevideo)         | -                     | -                     | 1                     | -                     | -                     | -                     | -                     |
| Última hora            | Montevideo (Montevideo)         | -                     | -                     | 1                     | -                     | -                     | -                     | -                     |
| Universidad Mayor      | Montevideo (Montevideo)         | -                     | -                     | 1                     | -                     | -                     | -                     | -                     |
| Canadian               | Montevideo (Montevideo)         | -                     | -                     | 1                     | -                     | -                     | -                     | -                     |
| Rocha                  | Rocha (Rocha)                   | -                     | -                     | 1                     | -                     | -                     | -                     | -                     |
| Juventud Imparcial     | Montevideo (Montevideo)         | -                     | -                     | -                     | 2                     | -                     | -                     | -                     |
| Marconi                | Montevideo (Montevideo)         | -                     | -                     | -                     | 2                     | -                     | -                     | -                     |
| Lavalleja              | Montevideo (Montevideo)         | -                     | -                     | -                     | 2                     | -                     | -                     | -                     |
| Dryco                  | Montevideo (Montevideo)         | -                     | -                     | -                     | 1                     | -                     | -                     | -                     |
| Carlos Tellier         | Montevideo (Montevideo)         | -                     | -                     | -                     | 1                     | -                     | -                     | -                     |
| Expreso                | Montevideo (Montevideo)         | -                     | -                     | -                     | 1                     | -                     | -                     | -                     |
| Defensa                | Montevideo (Montevideo)         | -                     | -                     | -                     | 1                     | -                     | -                     | -                     |
| El Puente              | Montevideo (Montevideo)         | -                     | -                     | -                     | 1                     | -                     | -                     | -                     |
| Cooper                 | Montevideo (Montevideo)         | -                     | -                     | -                     | 2                     | -                     | -                     | -                     |
| Athletic Celta         | Montevideo (Montevideo)         | -                     | -                     | -                     | -                     | 1                     | -                     | -                     |
| Mirador                | Montevideo (Montevideo)         | -                     | -                     | -                     | -                     | 1                     | -                     | -                     |
| Puerto Nuevo           | Montevideo (Montevideo)         | -                     | -                     | -                     | -                     | 1                     | -                     | -                     |
| Centenario Juniors     | Montevideo (Montevideo)         | -                     | -                     | -                     | -                     | -                     | 1                     | -                     |
| Wanderers              | Artigas (Artigas)               | -                     | -                     | -                     | -                     | -                     | -                     | 4                     |
| Atenas                 | San Carlos (Maldonado)          | -                     | -                     | -                     | -                     | -                     | -                     | 4                     |
| Estudiantil Sanducero  | Paysandú (Paysandú)             | -                     | -                     | -                     | -                     | -                     | -                     | 4                     |
| Porongos               | Trinidad (Flores)               | -                     | -                     | -                     | -                     | -                     | -                     | 3                     |
| Central                | San José de Mayo (San José)     | -                     | -                     | -                     | -                     | -                     | -                     | 5                     |
| San Carlos             | San Carlos (Maldonado)          | -                     | -                     | -                     | -                     | -                     | -                     | 2                     |
| 18 de Julio            | Fray Bentos (Río Negro)         | -                     | -                     | -                     | -                     | -                     | -                     | 2                     |
| Universal              | San José de Mayo (San José)     | -                     | -                     | -                     | -                     | -                     | -                     | 2                     |
| Ferro Carril           | Salto (Salto)                   | -                     | -                     | -                     | -                     | -                     | -                     | 2                     |
| Libertad               | San Carlos (Maldonado)          | -                     | -                     | -                     | -                     | -                     | -                     | 2                     |
| Palermo                | Rocha (Rocha)                   | -                     | -                     | -                     | -                     | -                     | -                     | 2                     |
| Punta del Este         | Punta del Este (Maldonado)      | -                     | -                     | -                     | -                     | -                     | -                     | 2                     |
| Atlético Bella Vista   | Paysandú (Paysandú)             | -                     | -                     | -                     | -                     | -                     | -                     | 2                     |
| Atlético Florida       | Florida (Florida)               | -                     | -                     | -                     | -                     | -                     | -                     | 1                     |
| Río Negro              | San José de Mayo (San José)     | -                     | -                     | -                     | -                     | -                     | -                     | 1                     |
| Salto Uruguay          | Salto (Salto)                   | -                     | -                     | -                     | -                     | -                     | -                     | 1                     |
| San Eugenio            | Artigas (Artigas)               | -                     | -                     | -                     | -                     | -                     | -                     | 1                     |
| Atlético Fernandino    | Maldonado (Maldonado)           | -                     | -                     | -                     | -                     | -                     | -                     | 1                     |
| Fritsa                 | Tacuarembó (Tacuarembó)         | -                     | -                     | -                     | -                     | -                     | -                     | 1                     |
| Ituzaingó              | Punta del Este (Maldonado)      | -                     | -                     | -                     | -                     | -                     | -                     | 1                     |
| Quilmes                | Florida (Florida)               | -                     | -                     | -                     | -                     | -                     | -                     | 1                     |
| Lavalleja              | Minas (Lavalleja)               | -                     | -                     | -                     | -                     | -                     | -                     | 1                     |
| 18 de Julio            | Colonia 18 de Julio (Salto)     | -                     | -                     | -                     | -                     | -                     | -                     | 1                     |
| 18 de Julio            | Porvenir (Paysandú)             | -                     | -                     | -                     | -                     | -                     | -                     | 1                     |
| Artigas                | Melo (Cerro Largo)              | -                     | -                     | -                     | -                     | -                     | -                     | 1                     |
| Defensor               | Maldonado (Maldonado)           | -                     | -                     | -                     | -                     | -                     | -                     | 1                     |
| Sportivo Independencia | Paysandú (Paysandú)             | -                     | -                     | -                     | -                     | -                     | -                     | 1                     |
| Independiente          | Trinidad (Flores)               | -                     | -                     | -                     | -                     | -                     | -                     | 1                     |
| Nacional               | Nueva Helvecia (Colonia)        | -                     | -                     | -                     | -                     | -                     | -                     | 1                     |
| River Plate            | Florida (Florida)               | -                     | -                     | -                     | -                     | -                     | -                     | 1                     |
| San Jacinto            | San Jacinto (Canelones)         | -                     | -                     | -                     | -                     | -                     | -                     | 1                     |
| Treinta y Tres         | Treinta y Tres (Treinta y Tres) | -                     | -                     | -                     | -                     | -                     | -                     | 1                     |

### Fútbol femenino
Actualizado hasta 2023.
|                        |                                  | Títulos de Liga - AUF | Títulos de Liga - AUF | Títulos de Liga - AUF | Títulos de Liga - OFI  |
| Equipo                 | Ciudad                           | Primera División      | Segunda División      | Tercera División      | Copa Nacional Femenina |
| Rampla Juniors         | Montevideo (Montevideo)          | 9                     | -                     | -                     | -                      |
| Nacional               | Montevideo (Montevideo)          | 6                     | -                     | -                     | -                      |
| Colón                  | Montevideo (Montevideo)          | 4                     | -                     | -                     | -                      |
| Peñarol                | Montevideo (Montevideo)          | 4                     | -                     | -                     | -                      |
| River Plate            | Montevideo (Montevideo)          | 2                     | -                     | -                     | -                      |
| Cerro                  | Montevideo (Montevideo)          | 1                     | -                     | -                     | -                      |
| Defensor Sporting      | Montevideo (Montevideo)          | 1                     | 1                     | -                     | -                      |
| Plaza Colonia-Línea D  | Colonia del Sacramento (Colonia) | -                     | 1                     | -                     | -                      |
| Liverpool              | Montevideo (Montevideo)          | -                     | 1                     | -                     | -                      |
| Progreso               | Montevideo (Montevideo)          | -                     | 1                     | -                     | -                      |
| Racing                 | Montevideo (Montevideo)          | -                     | 1                     | -                     | -                      |
| Club Náutico           | Montevideo (Montevideo)          | -                     | 1                     | -                     | -                      |
| Montevideo Wanderers   | Montevideo (Montevideo)          | -                     | 1                     | -                     | -                      |
| Montevideo City Torque | Montevideo (Montevideo)          | -                     | 1                     | -                     | -                      |
| San Jacinto Keguay     | Montevideo (Montevideo)          | -                     | 1                     | -                     | -                      |
| La Luz City Park       | Parque del Plata (Canelones)     | -                     | -                     | 1                     | -                      |
| Deportivo Arachanas    | Melo (Cerro Largo)               | -                     | -                     | -                     | 5                      |
| Defensor Sporting      | Río Branco (Cerro Largo)         | -                     | -                     | -                     | 2                      |
| Unión                  | Paysandú (Paysandú)              | -                     | -                     | -                     | 2                      |
| Litoral                | Paysandú (Paysandú)              | -                     | -                     | -                     | 2                      |
| Juventud               | Colonia del Sacramento (Colonia) | -                     | -                     | -                     | 1                      |
| Nacional               | Florida (Florida)                | -                     | -                     | -                     | 1                      |
| Atlético Valdense      | Colonia Valdense (Colonia)       | -                     | -                     | -                     | 1                      |
| Cuareim                | Cuareim (Artigas)                | -                     | -                     | -                     | 1                      |
| Fray Bentos            | Fray Bentos (Río Negro)          | -                     | -                     | -                     | 1                      |
| Nacional               | Artigas (Artigas)                | -                     | -                     | -                     | 1                      |
| Vida Nueva             | San Bautista (Canelones)         | -                     | -                     | -                     | 1                      |
| Centenario             | Fray Bentos (Río Negro)          | -                     | -                     | -                     | 1                      |
| Yerbalense             | Treinta y Tres (Treinta y Tres)  | -                     | -                     | -                     | 1                      |

### Fútbol infantil
Más de 60.000 niños de todo el país compiten en las ligas de baby fútbol de la Organización Nacional de Fútbol Infantil. Además de ello, existen decenas de ligas de baby futbol en todo el país no afiliadas a la ONFI.

## Clásicos entre equipos de Uruguay

### Los grandes
La gloria del fútbol uruguayo se ha visto reflejada a nivel de clubes por sus dos equipos más populares: el Club Nacional de Football y el Club Atlético Peñarol.
Ambos clubes han conquistado la mayoría de los Campeonatos Uruguayos de Fútbol a lo largo de su historia y figuran entre los clubes más galardonados del mundo. Tanto Nacional como Peñarol tienen en su poder 3 Copas Intercontinentales cada uno, siendo ambos clubes los primeros en conseguir esta marca. Esta hegemonía fue rota en el año 1976 por el club Defensor Sporting que en ese año marco el hito de la primera conquista en 45 años de un Campeonato Uruguayo de Fútbol por parte de un equipo distinto a los grandes, ya que el último cuadro de los denominados chicos en campeonar había sido el Montevideo Wanderers en 1931, último campeonato disputado bajo régimen amateur.
A nivel sudamericano, Peñarol ha logrado la Copa Libertadores de América en 5 ocasiones, mientras que Nacional la ha logrado en 3 ocasiones. Las últimas conquistas en este certamen correspondieron a las ediciones de 1987 y 1988, respectivamente. Además, Nacional ganó la Recopa Sudamericana en una ocasión y la Copa Interamericana dos veces.

### Clásicos importantes entre clubes

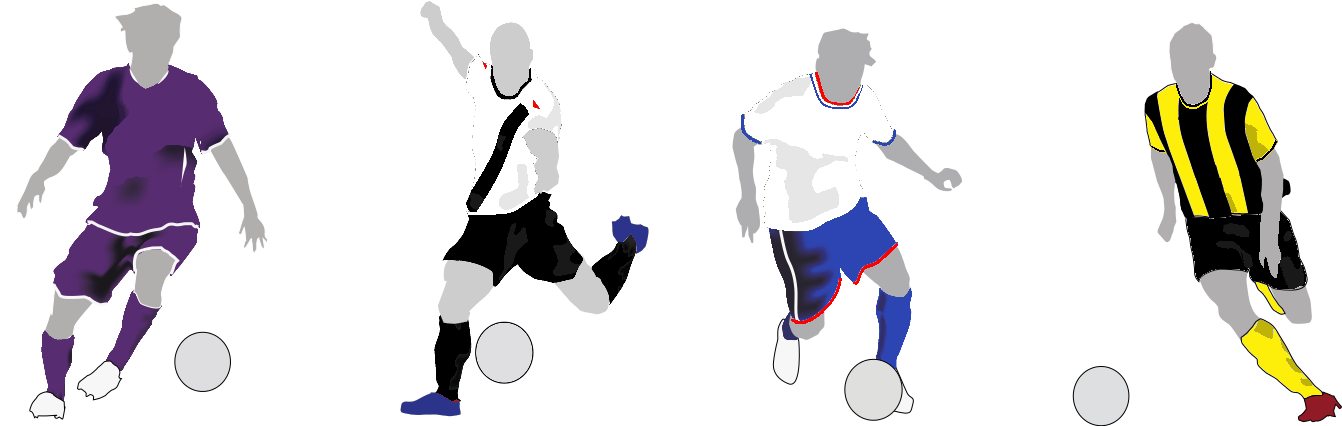
Los uniformes de los medianos del balompié uruguayo: Defensor Sporting y Danubio, y los de los dos grandes: Nacional y Peñarol.

- Clásico de los medianos: Danubio vs Defensor Sporting
- Clásico del Prado: Montevideo Wanderers Fútbol Club vs Club Atlético River Plate
- Clásico de la Villa: Cerro vs Rampla Juniors

### Otros clásicos entre clubes
- El Clásico del Norte: Tacuarembó vs Cerro Largo

- El Clásico del Cerrito: Cerrito vs Rentistas

- El Clásico del Oeste: Racing vs Fénix[20]

- El Clásico Fernandino: Deportivo Maldonado vs Atenas

- El Clásico del Este: Deportivo Maldonado vs Rocha Fútbol Club y Atenas vs Rocha Fútbol Club

- El Superclásico de Lavalleja: Las Delicias vs Olimpia

- El Superclásico de la Zona: Piriapolis Fútbol Club vs Tabaré Piriápolis Fútbol Club

- El Clásico del Litoral: Salto Fútbol Club vs Paysandú Fútbol Club

- El Clásico del muro: Central Español vs Miramar Misiones

- El Clásico Canario: Juventud de Las Piedras vs Oriental de La Paz

- El Clásico de la Ruta 5: Progreso de Canelones vs Club Atlético Juanicó